# Liste bulgarischer Komponisten klassischer Musik
Diese Liste enthält bekannte bulgarische Komponisten der klassischen Musik.

## A
- Boschidar Abraschew (1936–2006)
- Georgi Arnaudow (* 1957)
- Georgi Atanassow (1882–1931)
- Nikola Atanassow (1886–1969)

## B
- Wera Baewa (1930–2017)
- Wassil Boschinow (1888–1966)
- André Boucourechliev (1925–1997)

## C
- Paraschkew Chadschiew (1912–1992)
- Petar Christoskow (1917–2006)
- Dobri Christow (1875–1941)
- Kiril Cibulka (1927–1997)

## D
- Bojidar Dimov (1935–2003)
- Kiril Dontschew (* 1936)
- Dora Draganowa (* 1946)

## F
- Alexandra Fol (* 1981)

## G
- Marin Goleminow (1908–2000)
- Michail Goleminow (1956–2022)

## I
- Bojan Ikonomow (1900–1973)
- Wladimir Iliew (* 1935)

## J
- Dragomir Josifow (* 1966)
- Aleksandar Jossifow (1940–2016)

## K
- Boris Karadimtschew (1933–2014)
- Assen Karastojanow (1893–1976)
- Elena Karastojanowa (* 1933)
- Nikolai Kaufman (1925–2018)
- Schiwka Klinkowa (1924–2002)
- Newa Krastewa (* 1946)
- Filip Kutew (1903–1982)

## L
- Miltscho Lewiew (1937–2019)

## N
- Dimitar Nenow (1901–1953)
- Lasar Nikolow (1922–2005)

## P
- Adrian Pavlov (* 1979)
- Boschidar Petkow (1940–2015)
- Rossiza Petkowa (* 1947)
- Mara Petrowa (1921–1997)
- Panajot Pipkow (1871–1942)
- Ljubomir Pipkow (1904–1974)
- Simeon Pironkow (1927–2000)

## R
- Zwetan Radoslawow (1863–1931)
- Aleksandar Iwanow Rajtschew (1922–2003)
- Anna-Maria Ravnopolska-Dean (* 1960)
- Stefan Remenkow (1923–1988)

## S
- Georgi Schagunow (1873–1948)
- Ivan Shekov (* 1942)
- Georgi Slatew-Tscherkin (1905–1977)
- Boschidar Spassow (* 1949)
- Petko Stajnow (1896–1977)
- Andrej Stojanow (1890–1969)
- Wesselin Stojanow (1902–1969)
- Peter Stupel (1923–1997)

## T
- Dobrinka Tabakova (* 1980)
- Dimitar Tapkow (1929–2011)
- Julia Tsenova (1948–2010)
- Georgi Tutew (1924–1994)

## W
- Alexis Weissenberg (1929–2012)
- Pantscho Wladigerow (1899–1978)